# Maison Vlajković à Grocka
La maison Vlajković (en serbe cyrillique : Панићева кућа ; en serbe latin : Panićeva kuća) est située à Grocka, en Serbie, dans la municipalité de Grocka et sur le territoire de la ville de Belgrade. Construite dans la première moitié du XIXe siècle, elle est inscrite sur la liste des monuments culturels protégés de la république de Serbie et sur la liste des biens culturels de la ville de Belgrade.

## Présentation
La maison Vlajković, située 8 rue 17. oktobra à Grocka, a été construite dans la première moitié du XIXe siècle pour servir de résidence à Dimitrije Golubović ; elle est caractéristique de l'architecture privée de cette époque.
La maison dispose de six pièces et est dotée d'un porche et d'un oriel, aujourd'hui bouché ; elle possède également une cave. Elle est constituée d'une structure en bois remplie avec du torchis ; le toit est recouvert de tuiles.
La maison est caractéristique de la classe marchande de cette époque.